# Kamienna Brama w Zagrzebiu
Kamienna Brama  (chorw. Kamenita vrata) – element murów miejskich średniowiecznego centrum Zagrzebia.
Kamienna Brama to jeden z najlepiej zachowanych zabytków starego Zagrzebia. Jest to budynek zbudowany na planie prostokąta, z wieżą o namiotowym dachu. Zagrzebską bramę charakteryzuje interesujący fakt – wrota na obu jej końcach nie znajdują się naprzeciw siebie. Drzwi zewnętrzne wychodzą w kierunku północnym, natomiast wewnętrzne otwierają się na zachód. Pod bramą przebiega ulica Kamenita, zamknięta obecnie dla ruchu drogowego. Kamienne Wrota są częścią dawnego systemu murów miejskich Gradca, najstarszej części Zagrzebia. Jest to również jedyna zachowana, spośród czterech bram pierwotnie wybudowanych wokół starówki chorwackiej stolicy.

## Historia
Po zniszczeniu miasta podczas najazdu mongolskiego w 1241 roku, król Węgier Bela IV nadał Gradcowi status wolnego miasta królewskiego i polecił budowę fortyfikacji. Chociaż pierwsze wzmianki o Kamiennej Bramie pochodzą z roku 1429, przyjmuje się, że jej budowę ukończono w 1266 roku. Po licznych zniszczeniach (pożary w latach 1645, 1674, 1706, 1731) i renowacjach, obecny kształt budynek zawdzięcza przebudowie z roku 1760. 
W roku 1776 pomieszczenia nad bramą zaadaptowano na potrzeby szkoły elementarnej, a w II połowie XIX wieku przekazano szkole dla dziewcząt.
Bramę kilkakrotnie usiłowano rozebrać, jednak za każdym razem natrafiano na opór mieszkańców. Najbliżej powodzenia była próba z 1907 roku. Wówczas przed rozbiórką Kamienną Bramę uratowało stowarzyszenie kulturalne o nazwie Bracia Chorwackiego Smoka (Braća hrvtskoga zmaja). W przejętych od miasta pomieszczeniach nad bramą, utworzyło ono miejską Bibliotekę Miejską, Archiwum Historyczne Zagrzebia oraz Muzeum Miasta Zagrzebia. Bractwo do dziś ma swoją siedzibę w budynku bramnym.
Kamienna Brama została opisana w wydanej w 1871 roku pierwszej chorwackiej powieści Augusta Šenoi pt. Córka złotnika (Zlatarevo zlato). Opowiada on o mieszkającym przy ulicy Kamenitej złotniku Petarze Krupiciu i jego córce Dorze. Fakt ten upamiętnia pochodząca z 1929 roku figura Dory Krupić, umieszczona w niszy przy zachodnich wrotach. Pomnik jest dziełem zmarłego w 1953 roku rzeźbiarza Ivo Kerdicia.

## Matka Boża z Kamiennej Bramy
Pochodzenie cudownego obrazu Matki Bożej z Kamiennej Bramy nie jest do dziś całkowicie pewne. Uważa się, że wizerunek wyszedł spod pędzla nieznanego z imienia miejscowego mistrza malarskiego w XVI lub XVII wieku. Pierwotnie znajdował się ponad wrotami bramy. Podczas pożaru z 31 maja 1731 roku, kiedy to spłonęły okoliczne budynki, cudowny obraz wyszedł bez większych zniszczeń, a jedynie z nadpaloną ramą. Legenda głosi, że ogień zgasł, gdy tylko osiągnął skraj wizerunku Maryi. W tym samym roku obraz umieszczono w barokowym ołtarzu ocalałym w poprzedniego pożaru w 1674 roku i ustawiono we wnęce wewnątrz przejścia bramy. W 1778 roku dodano ozdobną żelazną kratę autorstwa Ivana Korty. 
Na obrazie o wymiarach 57 na 47 cm widnieją Matka Boża z berłem w dłoni oraz mały Jezus w lewej dłoni trzymający jabłko królewskie, otoczeni przez anioły. Obie główne postaci noszą korony nałożone 31 maja 1931 roku, w dwusetną rocznicę cudownego ocalenia z pożaru. Nad obrazem widnieje tabliczka z napisem Pomoc we wszystkich problemach i przeciw ogniowi. 31 maja 1991 roku arcybiskub Zagrzebia, Franjo Kuharić ogłosił Matkę Bożą z Kamiennej Bramy patronką miasta, której święto, dzień 31 maja, jest obecnie obchodzony jako „dzień Zagrzebia”. 
Obecnie ołtarz jest popularnym miejscem kultu, przy którym zarówno miejscowi, jak i turyści ustawiaja zapalone świeczki w swoich intencjach. W przejściu bramy znajduje się także ławka z klęcznikiem, a wszystkie ściany pokryte są kamiennymi tabliczkami wotywnymi z wyrazami podziękowania za wysłuchanie modlitw.

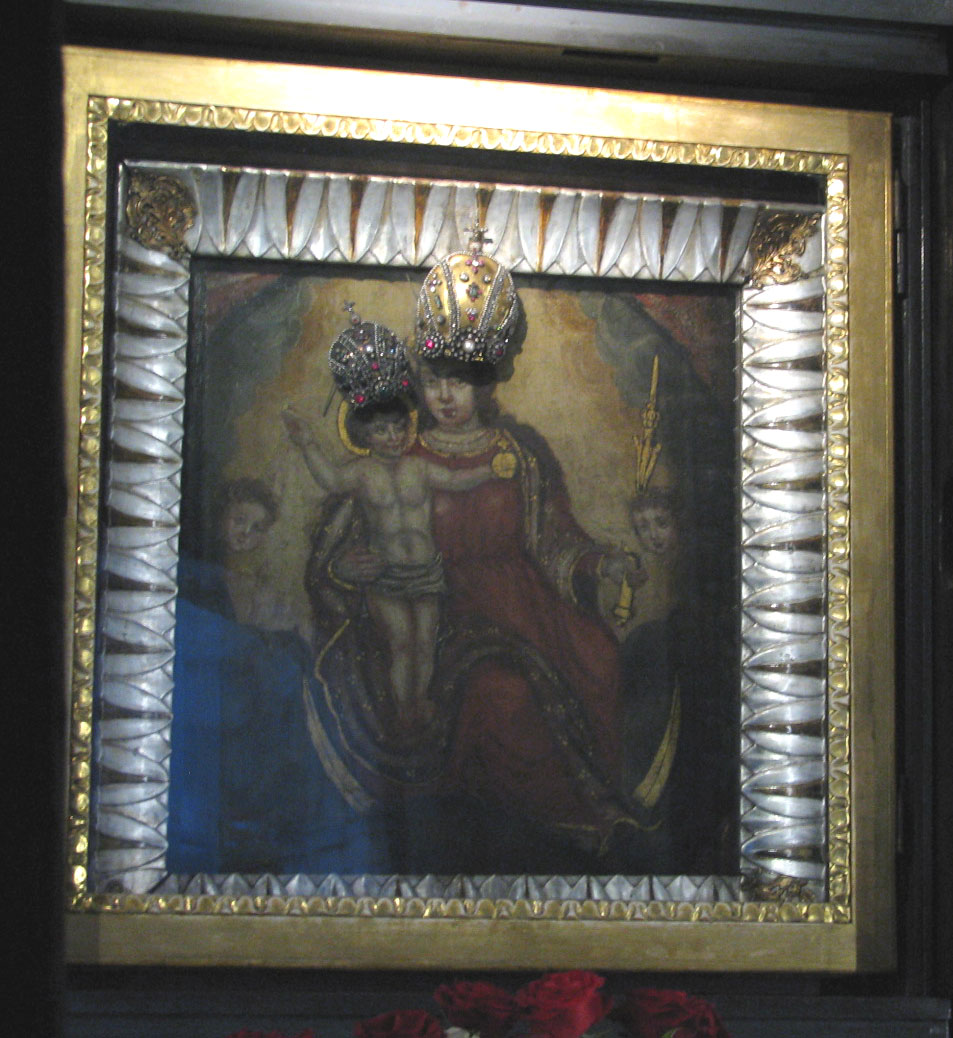
Obraz Matki Bożej z Kamiennej Bramy
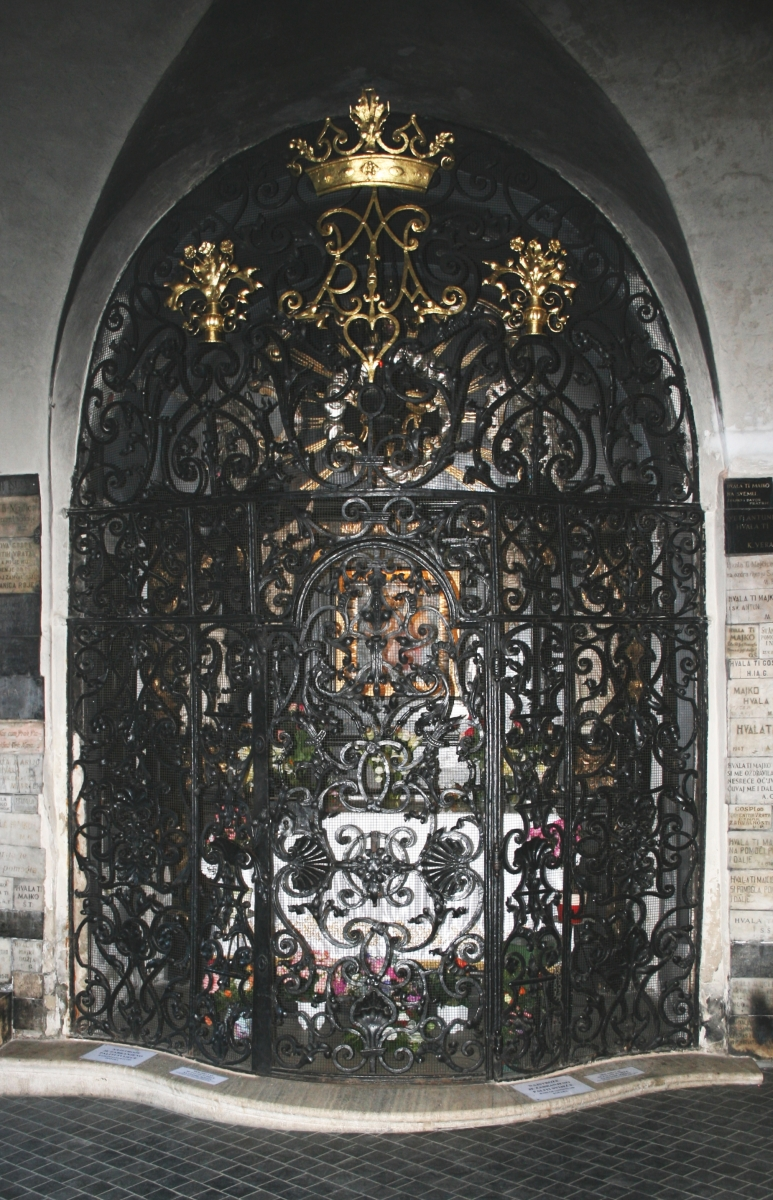
Ołtarz wraz z ozdobną barokową kratą
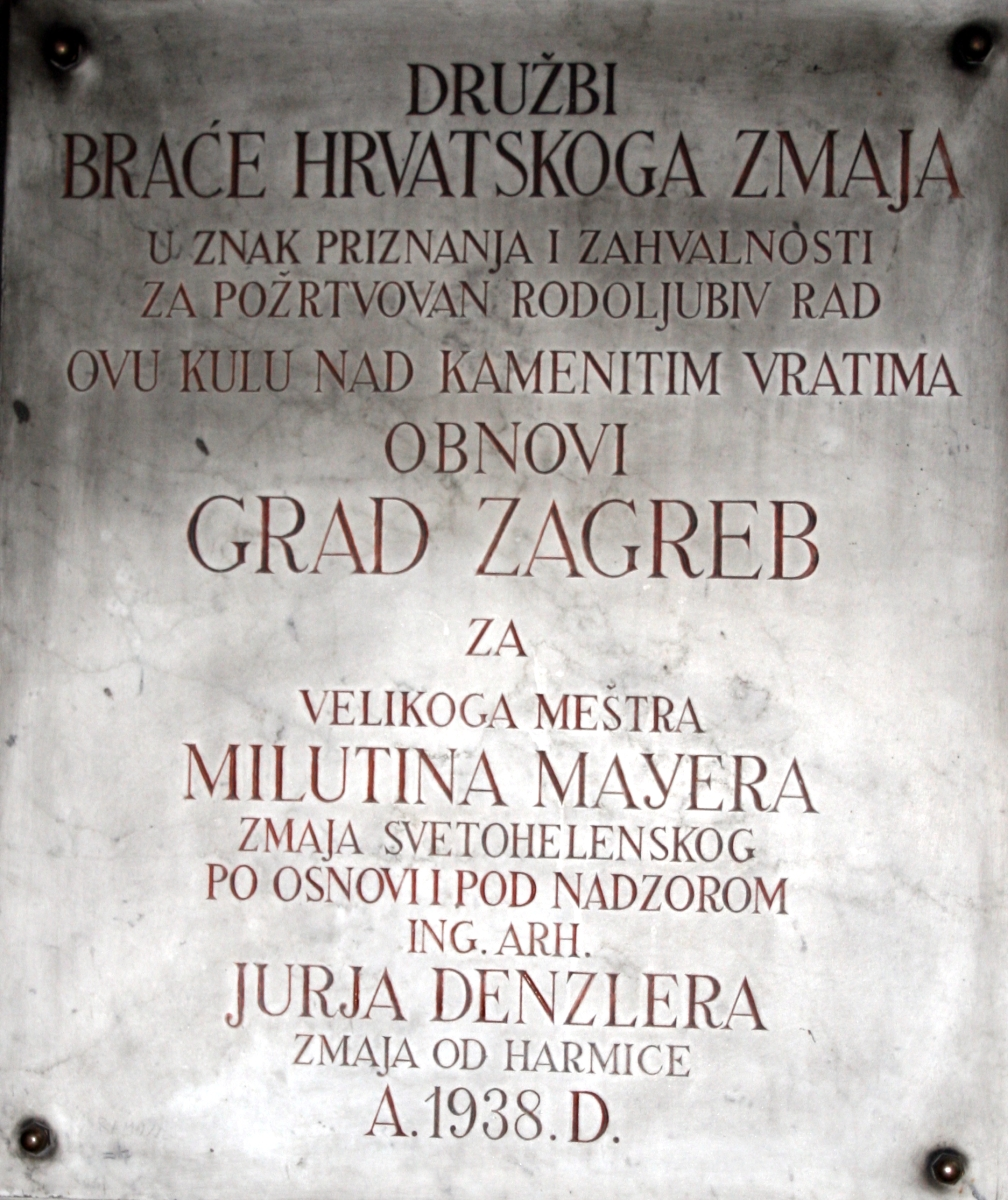
Tablica poświęcona Braciom Chorwackiego Smoka
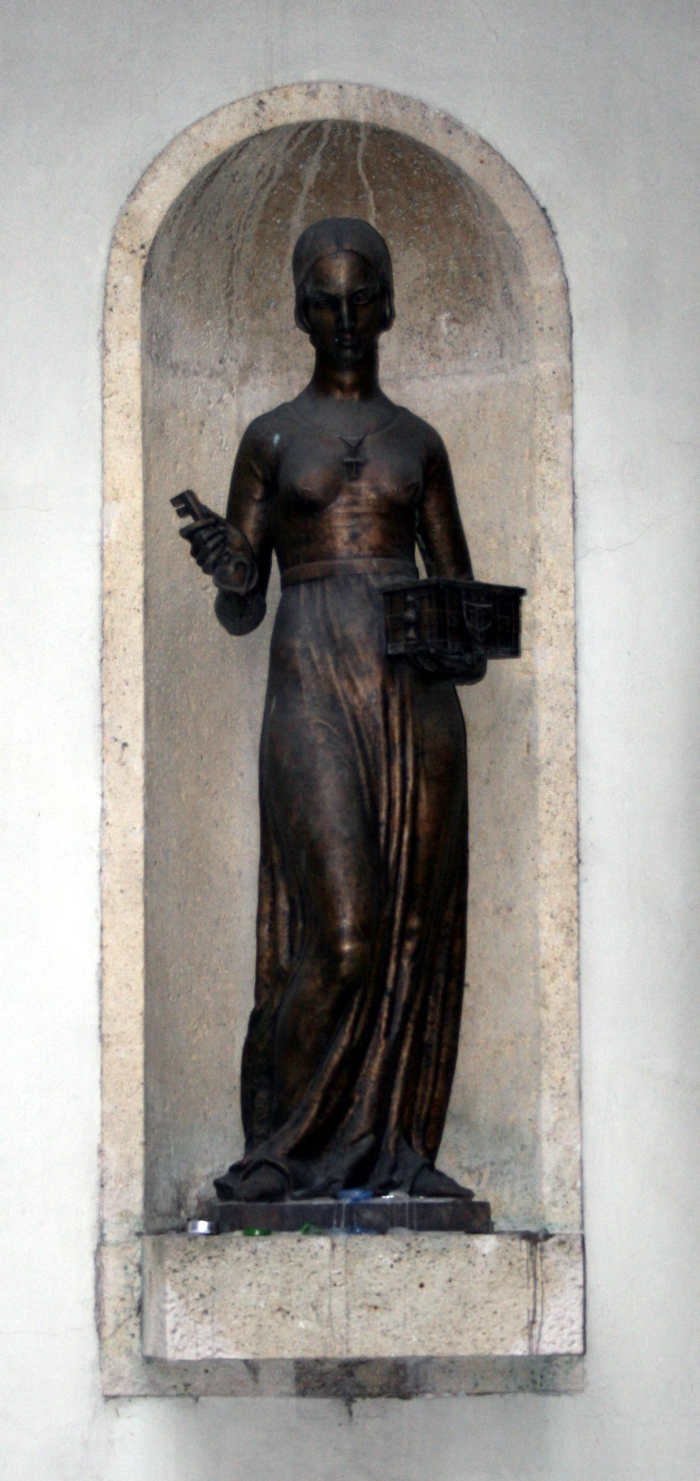
Figura Dory Krupić